# Pępawa zielona
Pępawa zielona (Crepis capillaris (L.) Wallr.) – gatunek rośliny należący do rodziny astrowatych. Występuje w Europie Zachodniej i Środkowej, a jako gatunek introdukowany także w Północnej oraz na innych kontynentach. W Polsce jest często spotykany z wyjątkiem północno-wschodniej części kraju. Rośnie w zbiorowiskach trawiastych, na przydrożach i odłogach. W uprawach i na łąkach bywa chwastem.

## Rozmieszczenie geograficzne
Występuje głównie w Europie Zachodniej i Środkowej. Na północy sięga do Wysp Owczych, środkowej Norwegii, Szwecji i południowej Finlandii (przy czym stanowiska skandynawskie uznawane bywają za wynik zawleczenia). Wschodnia granica zwartego zasięgu sięga do wschodniej Polski, Ukrainy i Rumunii. Dalej w Europie Wschodniej rośnie w dużym rozproszeniu z wyspowym obszarem występowania w Kaukazie Północnym. Rzadki jest w południowych częściach Półwyspu Apenińskiego i Bałkańskiego. Poza Europą kontynentalną został introdukowany na Azory, Wyspy Kanaryjskie, Maderę, do Kaukazu Południowego, Ameryki Północnej i Południowej, Południowej Afryki, Nowej Zelandii i południowej Australii. 
W Polsce gatunek jest pospolity w południowej części kraju, poza tym dość rozpowszechniony z wyjątkiem części północno-wschodniej, skąd znany jest z rozproszonych stanowisk. 

## Morfologia
PokrójRoślina żywozielona, w dole zwykle naga i tu czerwono nabiegła, w górze (rzadko cała) jest owłosiona, w tym z gruczołami. Korzeń palowy jest wrzecionowaty, cienki i krótki. Pęd zwykle pojedynczy, czasem z kilkoma łodygami. Łodyga zwykle prosto wzniesiona, czasem łukowato podnosząca się, nierozgałęziająca się lub tylko w dole. Roślina osiąga od 10–20 do 100, rzadko 120 cm wysokości.
LiścieSkupione w odziomkową rozetę i łodygowe, osiągają od 5 cm (górne) do 30 cm długości (dolne). Górne są siedzące, a dolne ogonkowe. Blaszka liści jest płaska (nie podwinięta na brzegu), lancetowata do równowąsko lancetowatej. Uszkowata nasada górnych liści jest wyraźnie pierzasto dzielna, z nierównej długości, zwykle jednak okazałymi ząbkami. Liście na brzegach są ostro ząbkowane lub nierówno, pierzasto klapowane (zwłaszcza dolne).
KwiatyZebrane w liczne koszyczki (często ponad 10) tworzące baldachopodobne wiechy złożone. Koszyczki osiągają 10–15 mm średnicy, przy okrywie długości 5–7 mm, kształtu dzwonkowatego lub walcowatego. Zewnętrzne jej listki w liczbie 7–9 zwykle są przylegające, owłosione i przynajmniej częściowo ogruczolone. W koszyczkach znajduje się od 20 do 60 kwiatów języczkowatych, o złocistożółtych koronach, od spodu często czerwono nabiegłych. Szyjki słupków są także żółte.
OwoceBrązowożółte niełupki od 1,5 do 2,5 mm długości z 10 żebrami, zaostrzone na końcach, ale bez dzióbka. Puch kielichowy miękki, biały ok. 3–4 mm długości.
Gatunki podobneW Europie Środkowej wyróżnia się od rocznych i dwuletnich (pozbawionych kłącza) innych pępaw żywozielonymi i płaskimi liśćmi (liście szarozielone o podwiniętych brzegach ma rosnąca także na siedliskach ruderalnych pępawa dachowa Crepis tectorum) oraz stosunkowo niewielką okrywą (do 7 mm długości), o zewnętrznych jej listkach przylegających, koszyczkach do 15 mm średnicy i owocach do 2,5 mm długości.

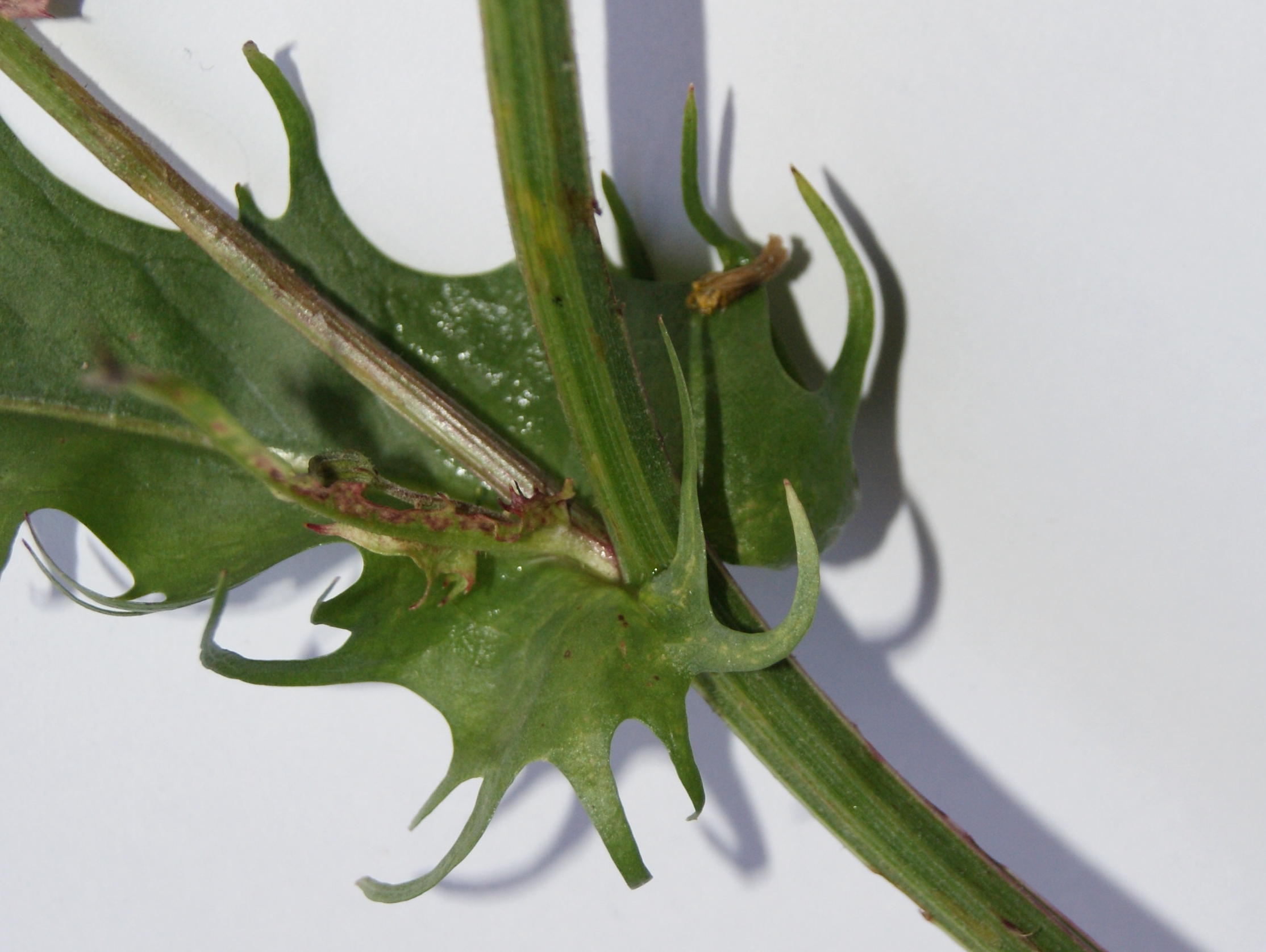
Nasada liścia
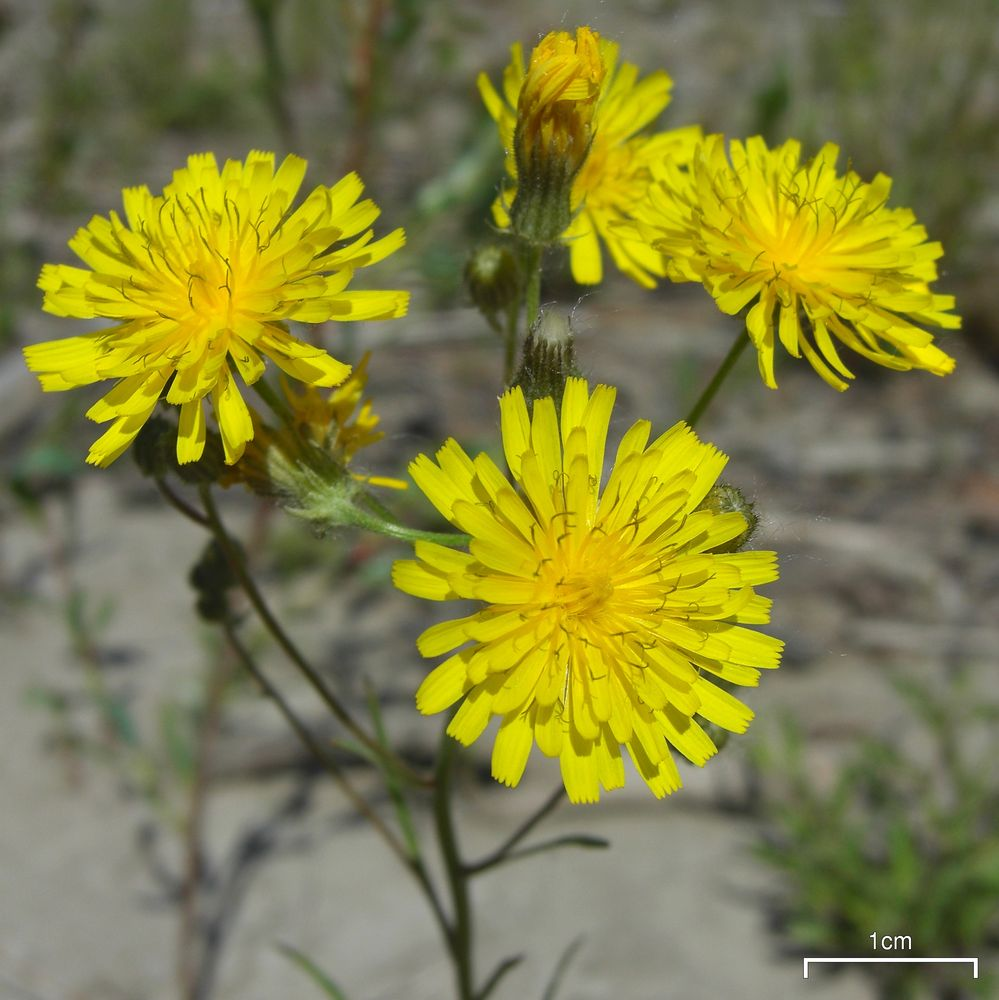
Kwiatostan złożony
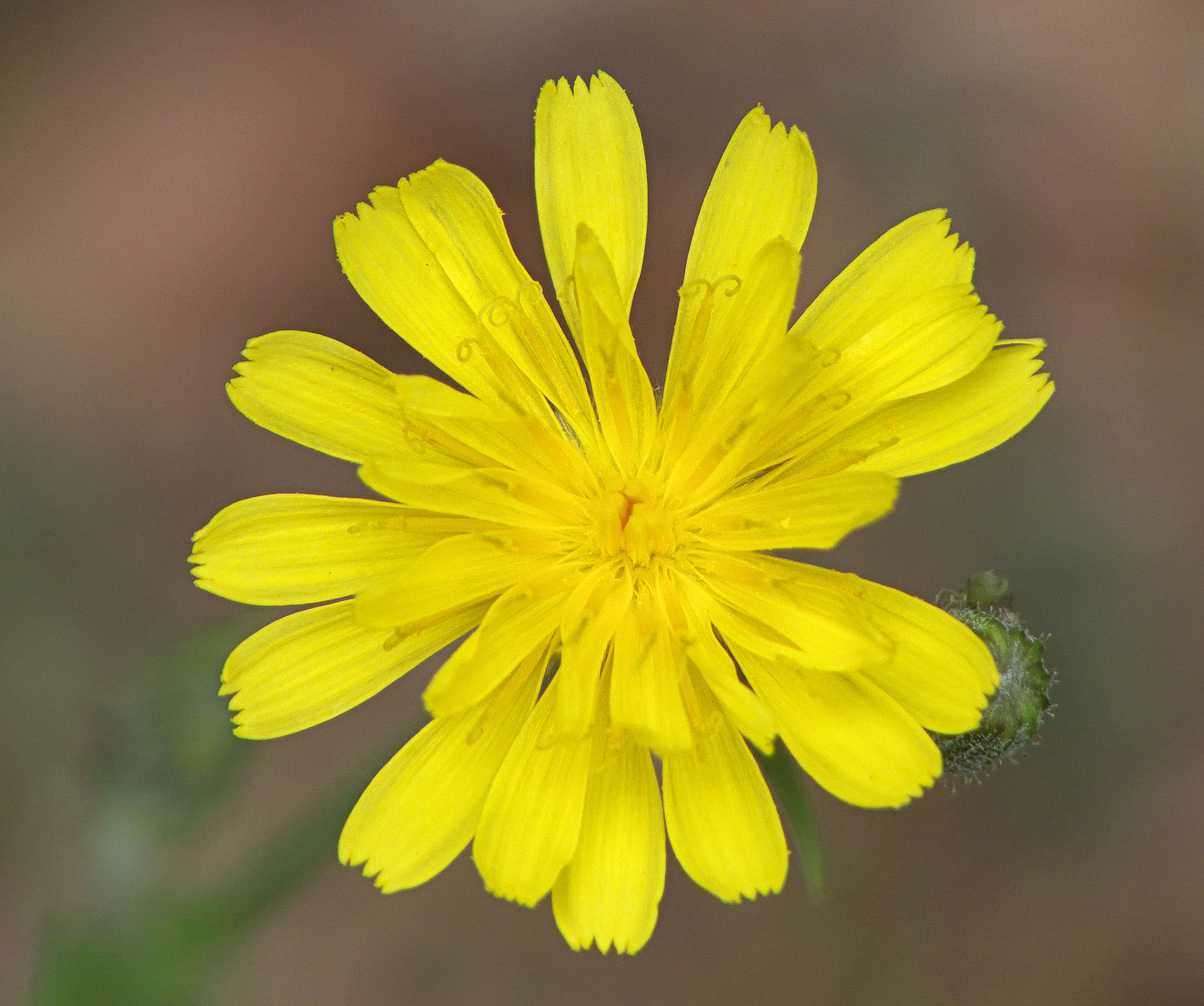
Koszyczek
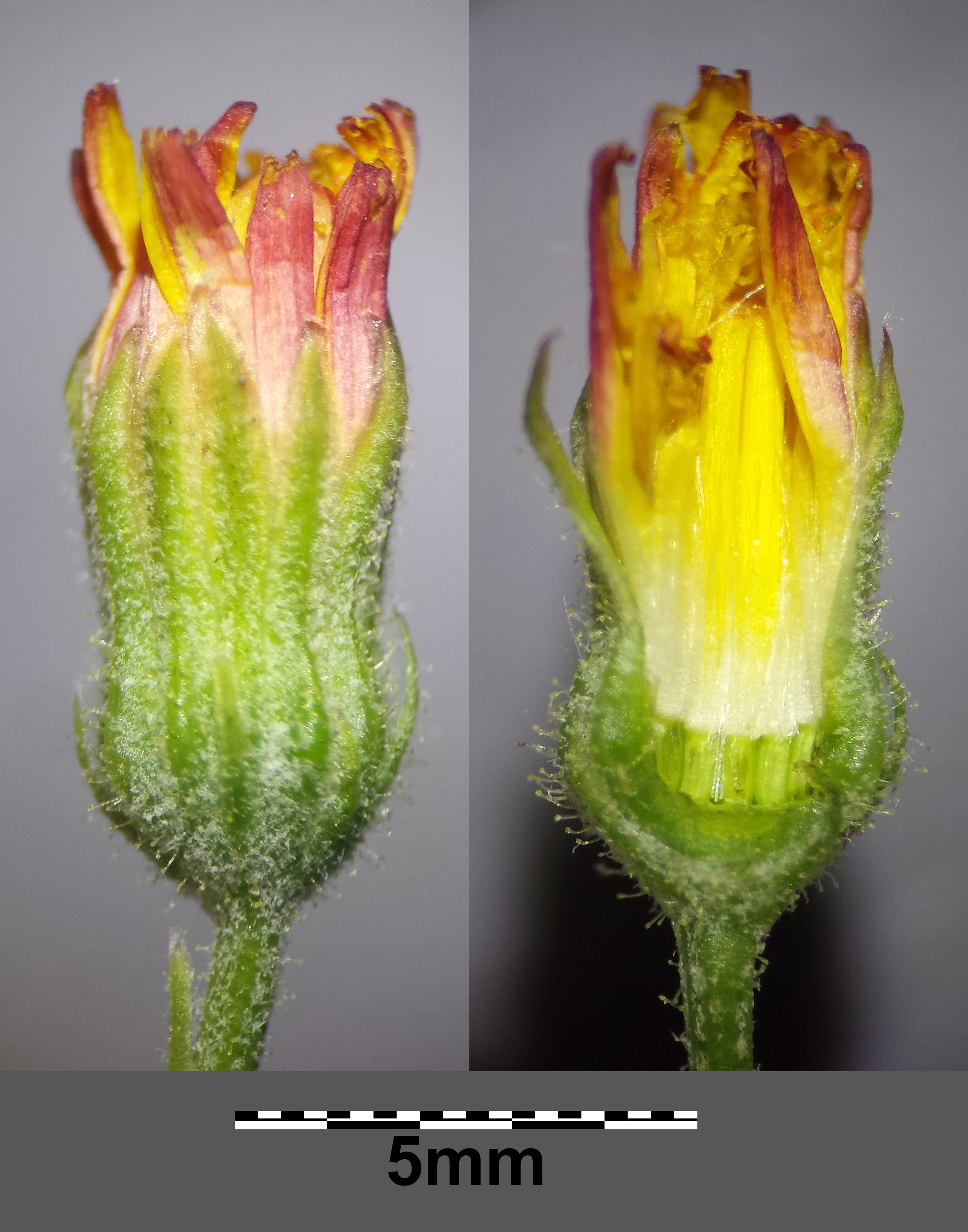
Koszyczek
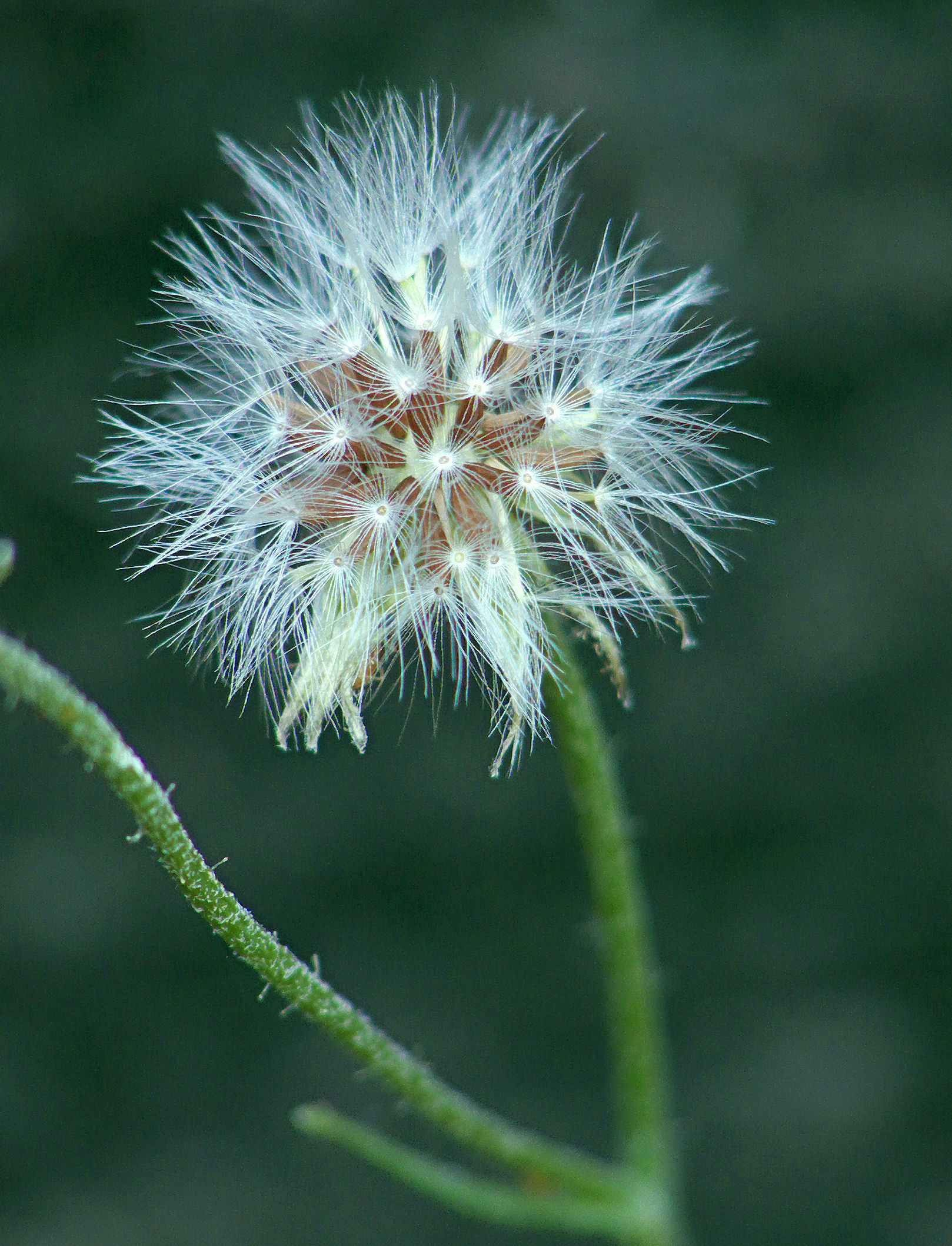
Owoce

## Biologia i ekologia

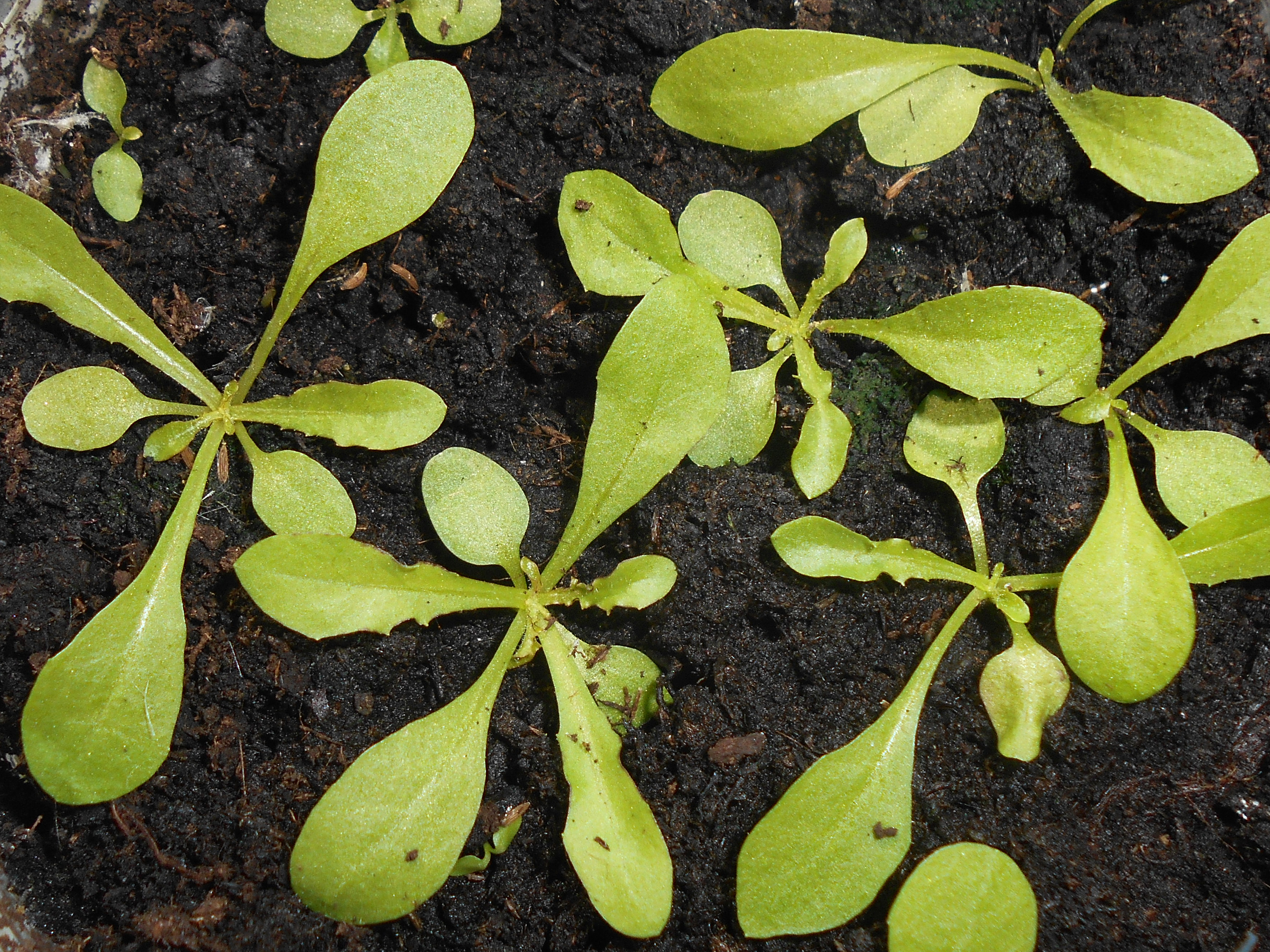
Siewki

Roślina jednoroczna i dwuletnia, terofit i hemikryptofit. Kwitnie od czerwca do września, często też do października. Rozmnaża się tylko przez owoce. Kiełkuje wiosną i jesienią (roślina jara i ozima).
Liczba chromosomów wynosi 2n=6.
Rośnie na polach, odłogach, przydrożach, w zaroślach, na trawnikach i w miejscach ruderalnych. Na obszarach górskich w Polsce sięga do nieco ponad 1000 m n.p.m.

## Systematyka i zmienność
W obrębie gatunku wyróżnia się co najmniej dwie odmiany:
- var. capillaris – pęd z kilkoma lub licznymi łodygami, bez wyraźnego pędu głównego; listki okrywy długości od 4,5 do 6 mm,
- var. agrestis (Waldst. & Kit.) Dalla Torre & Sarnth. – pęd pojedynczy lub z kilkoma łodygami, ale boczne cienkie, wyraźnie ustępujące wielkością pędowi głównemu; listki okrywy długości od 7 do 9 mm.

Gatunek tworzy mieszańce z pępawą dachową Crepis tectorum.

## Znaczenie użytkowe
Gatunek jest niezbyt pospolitym chwastem na polach i łąkach, zwalczanym za pomocą starannej uprawy mechanicznej.